# Hulda Garborg
Karen Hulda Garborg (nascuda Bergersen, 22 de febrer de 1862 - 5 de novembre de 1934) fou una novel·lista, dramaturga, poeta, ballarina folklòrica i professora de teatre noruega. Estava casada amb l'escriptor Arne Garborg, i fou més coneguda per contribuir al renaixement de la tradició bunad dins del nacionalisme romàntic noruec tardà.

## Biografia

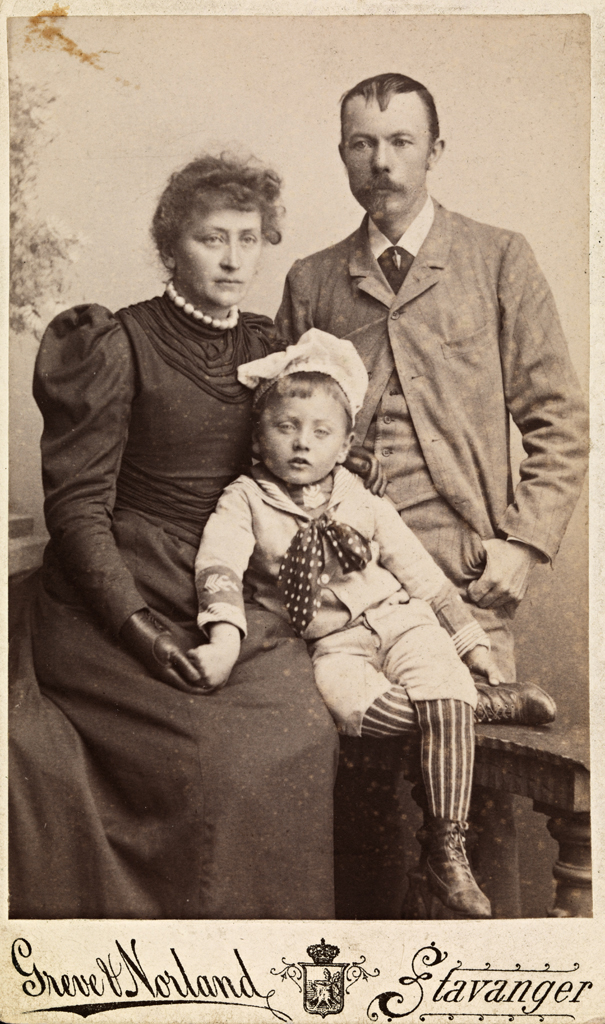
Arne i Hulda Garborg amb el seu fill (Biblioteca Nacional de Noruega)

Karen Hulda Bergersen nasqué en una granja de Såstad a Stange, província d'Hedmark, filla de l'advocat Christian Frederik Bergersen (1829–1873) i la seua esposa Marie Petrine Olsen (1835–1888). Tenia dues germanes majors, Martha i Sophie. Sos pares es divorciaren quan amb tenia dos anys, i es mudà a Hamar amb la seua mare. La família es traslladaria més endavant a Oslo, quan Hulda tenia dotze anys. Als dèsset anys es posa a treballar en una botiga per ajudar a la família. Durant aquest període, fou una figura rellevant entre els joves radicals d'Oslo. Al 1887 es casa amb el també escriptor Arne Garborg.
La parella es muda a Tynset, a Osterdalen, on viuen durant nou anys en una petita cabana a la granja "Kolbotnen", als voltants del llac Savalen. Tingué un fill, Arne, també anomenat Tuften, al 1888. Durant l'estada a Kolbotn, la família freqüentava Oslo, Dieben am Ammersee, Fürstenfeldbruck i Berlín a Alemanya. Hulda, el seu marit i el seu fill també passaren un hivern sencer a París. Al 1896 abandonen Tynset i es muden a Stokke. Al 1897 es traslladen a Labraaten, a Hvalstad, que esdevingué la llar definitiva i on passarien els darrers anys de vida. Arne Garborg construiria més tard la seua residència d'estiu, Knudaheio, a Time. Arne i Hulda estan enterrats a Knudaheio.

## Obra
Garborg fou una pionera en el teatre i la dansa folklòrica, la cuina, la tradició bunad i els drets de les dones.
Publicà articles sobre cuina tradicional noruega en el diari en nynorsk Den 17 de Mai, que apareixerien més endavant en Heimestell (1899).
Escrigué l'obra teatral Mødre (1895, representada a Oslo), i les comèdies Rationelt Fjøsstell (1896, representada a Oslo i Bergen), Hos Lindelands (1899) i Noahs Ark (1899), així com les tragèdies Sovande sorg (1900), Liti Kersti (1903), Edderkoppen (1904), Sigmund Bresteson (1908), Under Bodhitræet (1911) i Den store Freden. Funda Det norske spellaget el 1899, la primera representació del qual tingué lloc en el Eldorado Teater, i fou cofundadora del Det Norske Teater. Edità el llibre de cançons Norske folkevisor el 1903, i publicà Song-Dansen i Nord-Landi, també el 1903, i Norske dansevisur (1913). Escrigué Norsk klædebunad (1903), sobre la tradició bunad.
Participava sovint en debats contemporanis com a ponent i columnista. Escrigué una sèrie d'articles per a revistes i periòdics, entre els quals destaquen Syn og Segn, Edda, Samtiden, Den 17 de Mai, Dagbladet i Verdens Gang. Els llibres Kvinden skabt af Manin ('Dona creada per l'home', 1904) i Fru Evas Dagbog (1905) contribuïren al debat sobre els drets de les dones.
La seua primera novel·la, Et frit forhold, es publicà de manera anònima el 1892. La seua novel·la Eli (1912) es traduí al neerlandès el 1915 i al suec el 1916. Algunes novel·les seues més destacades són Mot Solen (1915), Gaaden. Efter Præstedatteren Else Marie Bogues Optegnelser (1916), Mens dansen gaar (1920), I huldreskog (1922), Naar heggen blomstrer (1923), Grågubben (1925), Trollheimen (1927), Helenes historiï (1929) i Hildring (1931). Garborg publicà les col·leccions de poesia Kornmoe (1930) i Symra (1934). També edità els diaris del seu marit Arne Garborg, publicats pòstumament. Algunes parts seleccionades dels seus diaris es publicaren el 1962 amb el nom de Dagbok 1903–1914.
Hulda Garborg també s'involucrà en política i fou representant del partit progressista Venstre a l'ajuntament d'Asker. Rebé els honors de Dama de Primera Classe de l'Orde de Sant Olaf al 1932.